# コラリコラ類
コラリコラ類(コラリコラるい、corallicolid)はアピコンプレックス門に属する単細胞真核生物の一群である。コラリコラとはサンゴに棲むものという意であり、その名の通りサンゴと広義の共生関係にあるが宿主にとって有害か否かは判明していない。分類学上はコラリコラ目(Corallicolida)、コラリコラ科(Corallicolidae)をあてる。

## 特徴
サンゴの隔膜糸(mesenterial filament)の細胞内に共生している。光合成能はないものの、クロロフィルの生合成系を持っており、その役割は未解明である。

## 分類
アピコンプレックス門のうちコクシジウム類に近縁な系統で、3属3種が記載されている以外に環境DNA中から多様な配列が報告されている。
- Corallicola aquarius
イソギンチャクモドキ科Rhodactis属を宿主とする。
- Anthozoaphila gnarlus
エダサンゴMadracisを宿主とする。
- Gemmocystis cylindrus
柱サンゴDendrogyraを宿主とする。従来はアガモコクシジウム目に位置づけられていたが、サンゴの隔膜糸に寄生していることや形態的類似性から移された。

## 歴史
アピコンプレックス門の生物でサンゴと関係したものとしては、1986年に記載されたGemmocystis cylindrusが最初である。環境DNAの分析が盛んになると、18S rRNA遺伝子の"genotype N"や、プラスチド16S rRNA遺伝子の"ARL-V"と呼ばれる系統がサンゴと関係していることが判明する。2019年の研究で、こうした環境DNAがサンゴの隔膜糸の細胞内に共生しているアピコンプレックス門の生物に由来することが示され、コラリコラ類と呼ばれるようになった。